# 난천
난천은 《포켓몬스터》에 나오는 가상의 인물이다. 신오 지방의 챔피언이다.
포켓몬스터 DP 40화에서 첫 등장하여 191화까지 등장하였고, 포켓몬스터 베스트위시 시즌 2에서 재등장한다. 포켓몬스터DP 디아루가·펄기아, 포켓몬스터Pt 기라티나, 포켓몬스터 블랙·화이트, 포켓몬스터 블랙 2·화이트 2에서 신오 지방 챔피언으로 등장한다. 게임 내 챔피언 중에서는 아이리스 (레벨 81/83)에 이어 두 번째로 포켓몬의 레벨이 높다.

## 정보
- 신오 지방의 봉신 마을 출신이다.
- 포켓몬스터 DP 40화에서 첫 출연하여 진철과 겨루었고, DP에서는 신오 지방의 챔피언 뿐만 아니라 신오 지방의 역사를 연구하고 있다.
- 할머니인 채연 박사가 있다.
- 물건을 고를 때 시간을 매우 소비하는 모습을 보인다.
- 지우 일행이 신오 지방을 여행하는 동안에 수시로 등장한다.
- DP 191화에서는 사천왕 대엽과 배틀하는 장면이 TV에서 방영되었다.
- 포켓몬스터 베스트 위시 시즌 2에서 재등장한다.
- 포켓몬스터 W에서 마스터클래스 2위이다.

## 소지 포켓몬

### 한카리아스
| 포켓몬                 | 도감번호 | 첫등장                                | 마지막 등장                                          |
| ---------------------- | -------- | ------------------------------------- | ---------------------------------------------------- |
| 한카리아스 성별 : 암컷 | #445     | 포켓몬스터 DP 제 40화 2007년 7월 18일 | 포켓몬스터 베스트위시 시즌 2 제 13화 2012년 10월 4일 |

- 성별은 암컷이지만 한국판과 일본판 둘다 남자성우가 연기를 했다.[1]
- 게임과 기술이 다르다.

### 트리토돈
| 포켓몬   | 도감번호 | 첫등장        | 마지막 등장   |
| -------- | -------- | ------------- | ------------- |
| 트리토돈 | #423     | 포켓몬스터 DP | 포켓몬스터 DP |

### 글레이시아
| 포켓몬     | 도감번호 | 첫등장                                              | 마지막 등장                                         |
| ---------- | -------- | --------------------------------------------------- | --------------------------------------------------- |
| 글레이시아 | #471     | 포켓몬스터 베스트위시 시즌 2 제 1화 2012년 6월 21일 | 포켓몬스터 베스트위시 시즌 2 제 1화 2012년 6월 21일 |